# Jean Galland
Pour les articles homonymes, voir Galland.
Jean Charles Pierre Galland, né le 28 mai 1897 à Laval (Mayenne) et mort le 18 juillet 1967 à Évian-les-Bains, est un acteur français.

## Biographie

### Jeunesse et études
Né dans une famille de magistrats, il fait des études de droit et prépare l'École libre des sciences politiques.

### Acteur
Engagé en 1916 comme sous-lieutenant à Verdun, il débute au music-hall après la guerre. il fait ensuite partie de la troupe du théâtre du Vieux-Colombier dirigée par Jacques Copeau.
Avec l'avènement du parlant, il entame une carrière dans le cinéma. 
Il a été crédité au générique de certains films sous le nom de Jean Gallot.
À partir de 1931, il dirige avec Charles Saint Pouloff le cinéma Le Ranelagh dans le 16e arrondissement de Paris.
Décédé à l'âge de 70 ans alors qu'il était en tournée à Évian, il repose dans la sépulture familiale au cimetière de Condé-sur-Noireau (Calvados).

### Vie privée
Jean Galland a été marié pendant 30 ans, de 1926 à 1957, à l'actrice Germaine Dermoz, dont il a eu une fille, Anne-Marie. Il a ensuite épousé Annie Maillard (1913-2006).[réf. nécessaire]

## Filmographie

### Cinéma
- 1930 : Paris la nuit d'Henri Diamant-Berger
- 1932 : Les Croix de bois de Raymond Bernard : le capitaine Cruchet
- 1932 : Coup de feu à l'aube de Serge de Poligny : Brand et Petersen
- 1932 : Fantômas de Paul Fejos : Gurn, alias "Fantômas"
- 1932 : Le Jugement de minuit d'Alexandre Esway : Maurice Meister
- 1932 : Mater Dolorosa d'Abel Gance
- 1932 : Un client de province de Carlo Felice Tavano - (court métrage)
- 1933 : Le Barbier de Séville d'Hubert Bourlon et Jean Kemm : le comte Almaviva
- 1933 : Un certain Monsieur Grant de Gerhard Lamprecht : le capitaine Gordon
- 1933 : Les Requins du pétrole de Rudolph Katscher et Henri Decoin : Pierre Ugron
- 1934 : Cessez le feu de Jacques de Baroncelli : Cartier
- 1934 : Amok de Fédor Ozep : M. Haviland
- 1934 : Remous d'Edmond T. Gréville : Henri Saint-Clair, le mari
- 1934 : Le Mystère Imberger de Jacques Séverac : l'inspecteur Barfies
- 1934 : Le Scandale de Marcel L'Herbier : le comte Artanezzo
- 1935 : Deuxième Bureau de Pierre Billon  : le lieutenant Van Strammer
- 1935 : Marchand d'amour d'Edmond T. Gréville : Jacques Stephen
- 1935 : Princesse Tam Tam d'Edmond T. Gréville : le maharajah de Datane
- 1935 : Roses noires de Paul Martin et Jean Boyer
- 1935 : Stradivarius de Geza von Bolvary et Albert Valentin : le docteur Pietro Rossi
- 1936 : Le Disque 413 de Richard Pottier : le comte Illeano, agent de l'intelligence service britannique
- 1936 : 27, rue de la Paix de Richard Pottier : Maître Jean Bernard
- 1936 : The House of the Spaniard de Reginald Denham : Ignacio
- 1936 : Die Unbekannte de Frank Wisbar : Thomas Bentick
- 1937 : La Danseuse rouge de Jean-Paul Paulin : le docteur Karl
- 1937 : Les Hommes de proie de Willy Rozier
- 1937 : Marthe Richard, au service de la France de Raymond Bernard : Von Falken
- 1937 : Passeurs d'hommes de René Jayet : le capitaine Rose
- 1937 : Bar du sud d'Henri Fescourt : le baron Arnold
- 1938 : Le Roman de Werther de Max Ophüls : Albert Hochstâtter
- 1938 : La Brigade sauvage de Jean Dréville : Maximoff
- 1938 : Le Danube bleu d'Emile-Edwin Reinert et Alfred Rode : Rakos
- 1939 : Entente cordiale de Marcel L'Herbier : le général Kitchener
- 1939 : Nadia la femme traquée de Claude Orval
- 1940 : Brazza ou l'Épopée du Congo de Léon Poirier : Léopold II
- 1940 : Menaces d'Edmond T. Gréville : Louis
- 1940 : Ceux du ciel d'Yvan Noé : Bourrier
- 1941 : Andorra ou les hommes d'airain d'Émile Couzinet : le curé
- 1942 : Vie privée de Walter Kapps : Jean Dorcier
- 1942 : La Femme perdue de Jean Choux : Pierre
- 1942 : L'Homme sans nom de Léon Mathot : M. Vincent
- 1950 : Édouard et Caroline de Jacques Becker : Claude Beauchamps
- 1951 : Le Plaisir de Max Ophüls, dans le sketch : Le masque : Ambroise, le danseur masqué
- 1952 : La Fugue de monsieur Perle de Pierre Gaspard-Huit : le psychiatre
- 1953 : Le Guérisseur d'Yves Ciampi : Michel Boeldieu
- 1953 : Madame de... de Max Ophüls : M. de Bernac
- 1954 : L'Aventurier de Séville de Ladislas Vajda : Don Bartolo
- 1955 : Le Fils de Caroline chérie de Jean Devaivre : le marquis de Villa-Campo
- 1955 : Marianne de ma jeunesse de Julien Duvivier : le capitaine Von Brower
- 1955 : Lola Montès de Max Ophüls : le secrétaire privé)
- 1956 : Bonjour Toubib de Louis Cuny : le premier spécialiste
- 1956 : L'Énigmatique Monsieur D (Foreign Intrigue) de Sheldon Reynolds : Victor Danemore
- 1957 : À pied, à cheval et en voiture de Maurice Delbez : M. Cordier, l'invité à la chasse qui est bourré de tics
- 1957 : Mademoiselle Strip-tease de Pierre Foucaud : M. Durville
- 1957 : La Peau de l'ours de Claude Boissol : M. Duquesne
- 1957 : Une manche et la belle d'Henri Verneuil : le directeur de la banque
- 1958 : Christine de Pierre Gaspard-Huit : le baron Eggersdorf
- 1959 : La Tête contre les murs de Georges Franju : Maître Gérane
- 1959 : Signé Arsène Lupin d'Yves Robert : le général
- 1961 : Les Godelureaux de Claude Chabrol : l'oncle d'Arthur
- 1961 : Snobs ! de Jean-Pierre Mocky : Monseigneur de Larigaudie
- 1961 : La Poupée de Jacques Baratier : Gonziano
- 1961 : Une grosse tête de Claude de Givray
- 1962 : Le Rendez-vous de minuit de Roger Leenhardt : le médecin
- 1962 : L'Empire de la nuit de Pierre Grimblat : le magiciien
- 1962 : Les Trois Chapeaux claques téléfilm de Jean-Pierre Marchand : le militaire en retraite
- 1963 : Un drôle de paroissien de Jean-Pierre Mocky : le supérieur de l'école religieuse
- 1963 : Les Vierges de Jean-Pierre Mocky : le prètre
- 1963 : L'Honorable Stanislas, agent secret de Jean-Charles Dudrumet : le colonel Derblay, chef de la D.S.T
- 1963 : Des frissons partout de Raoul André : le commissaire
- 1964 : Les Aventures de Salavin de Pierre Granier-Deferre : le patron
- 1964 : Les Gros Bras de Francis Rigaud : le directeur de l'hôtel
- 1966 : Sale temps pour les mouches de Guy Lefranc : le vieux

### Télévision
- 1956 : En votre âme et conscience, épisode L'Affaire de Bitremont de Jean Prat et Claude Barma
- 1957 : En votre âme et conscience, épisode : L'affaire Gouffé de  Claude Barma
- 1957 : En votre âme et conscience, épisode : L'Affaire Allard de  Jean-Paul Carrère
- 1961 : En votre âme et conscience, épisode : La Mystérieuse Affaire de l'horloger Pel de  Pierre Nivollet
- 1961 : Le Théâtre de la jeunesse : Le Capitaine Fracasse d'après Le Capitaine Fracasse de Théophile Gautier, réalisation François Chatel
- 1962 : L'inspecteur Leclerc enquête d'André Michel, épisode : Le saut périlleux
- 1964 : L'Abonné de la ligne U de Yannick Andréi (série TV) - (Paul Tavernier)
- 1964 : Les Indes noires de Marcel Bluwal - (Sir Elphiston)
- 1966 : Le Philosophe sans le savoir de Michel-Jean Sedaine), de Jean-Paul Roux - (D'esparville père)
- 1967 : Adieu la raille !, de Jacques Lefebvre, d'après le roman éponyme de Jean Rambaud
- 1967 : Au théâtre ce soir : Docteur Glass ou le médecin imaginaire de Hans Weigel, mise en scène Christian Alers, réalisation Pierre Sabbagh, théâtre Marigny

## Théâtre
- 1920 : La Mort enchaînée de Maurice Magre, Comédie-Française
- 1921 : La Dauphine de François Porché, théâtre du Vieux-Colombier
- 1922 : Les Plaisirs du hasard de René Benjamin, mise en scène Jacques Copeau, Théâtre du Vieux-Colombier
- 1928 : Une tant belle fille de Jacques Deval, théâtre Antoine
- 1929 : La Lettre de William Somerset Maugham, théâtre de l'Athénée
- 1939 : La Maison Monestier de Denys Amiel, théâtre Saint-Georges
- 1939 : Pas d'amis, pas d'ennuis de S. H. Terac, mise en scène Paulette Pax, théâtre de l'Œuvre
- 1941 : Hyménée d'Édouard Bourdet, théâtre de la Michodière
- 1955 : Dix minutes d'alibi de Anthony Armstrong, mise en scène Roger Harth, théâtre du Casino municipal de Nice
- 1958 : La Bagatelle de Marcel Achard, mise en scène Jean Meyer, Théâtre des Bouffes-Parisiens
- 1959 : La Copie de Madame Aupic d'après Gian-Carlo Menotti, adaptation Albert Husson, mise en scène Daniel Ceccaldi, théâtre Fontaine
- 1960 : Tovaritch de et mise en scène Jacques Deval, théâtre de Paris
- 1962 : Trente Secondes d'amour d'Aldo de Benedetti, mise en scène Jacques Charon, Théâtre Michel
- 1962 : L'Otage de Paul Claudel, mise en scène Bernard Jenny, théâtre du Vieux-Colombier
- 1962 : Le Pain dur de Paul Claudel, mise en scène Bernard Jenny, théâtre du Vieux-Colombier
- 1962 : Le Père humilié de Paul Claudel, mise en scène Bernard Jenny, théâtre du Vieux-Colombier
- 1963 : Dom Juan de Molière, mise en scène Pierre Dux, théâtre de l'Œuvre
- 1965 : Docteur Glass ou le médecin imaginaire de Hans Weigel, mise en scène Christian Alers, Théâtre de la Porte-Saint-Martin
- 1967 : Docteur Glass ou le médecin imaginaire de Hans Weigel, mise en scène Christian Alers, Théâtre des Célestins